# Leuctra mitchellensis
Leuctra mitchellensis is een steenvlieg uit de familie naaldsteenvliegen (Leuctridae). De wetenschappelijke naam van de soort is voor het eerst geldig gepubliceerd in 1941 door Hanson.